# Асташов, Михаил Евгеньевич
Михаил Евгеньевич Асташов (род. 16 октября 1988, Хандагатай, Бурятия) ― российский параспортсмен, велогонщик. Чемпион летних Паралимпийских игр 2020 в Токио в гонке преследования в классе С1. Заслуженный мастер спорта России.

## Биография и спортивная карьера
Родился 16 октября 1988 года в селе Хандагатай Тарбагатайского района Бурятии. Родился без рук и ног.
До четырёх лет находился в доме малютки в Улан-Удэ, потом в реабилитационном центре в городе Кусе Челябинской области, и там он пробыл до 2004 года, считаясь сиротой. В возрасте 16 лет обитателей таких заведений распределяют по разным учреждениям, например, в дома-интернаты для инвалидов и престарелых. Однако руководство центра связалось с биологическими родителями Михаила, и те приехали в Кусу, восстановили свои родительские права и увезли его на родину, в Бурятию.
Михаил окончил профессиональный лицей № 7, где выучился на оператора ЭВМ. После этого поступил на факультет наследия и информационных технологий Восточно-Сибирского государственного института культуры.
Спортом начал заниматься с тенниса и плавания. В настольном теннисе Михаил стал чемпионом России среди юниоров. После этого всерьёз занялся триатлоном.
В 2019 году Асташов завоевал золото Кубка мира по паратриатлону на чемпионате в Турции.
В 2020 году в Австралии завоевал бронзу в паратриатлоне. В том же году на чемпионате России по велоспорту стал победителем на дистанции 1 км и в гонке преследования на 3 км.
На Паралимпиаду 2016 года не смог попасть из-за санкции в отношении Паралимпийского комитета России.

## Паралимпиада 2020 в Токио
На Паралимпийских играх 2020 в Токио Михаил Асташов стал чемпионом игр в дисциплине «Гонка преследования на дистанции 3000 метров среди спортсменов с нарушением опорно-двигательного аппарата». В финале он на круг опередил канадца Тристена Чернове. При этом в предварительных заездах он установил новый мировой рекорд, проехал дистанцию за 3 минуты 35,954 секунды.
31 августа Михаил выиграл вторую золотую медаль в шоссейной гонке с раздельным стартом и стал двукратным чемпионом Игр.
8 сентября 2021 года приказом министерства спорта Российской Федерации Михаилу Асташову присвоено звание «Заслуженный мастер спорта России».
13 сентября 2021 года был награжден президентом Российской Федерации Владимиром Путиным орденом Дружбы